# Jan Storå
Jan Storå är en svensk osteolog. Han kommer ursprungligen från Åbo men studerade osteologi vid Stockholms universitet där han 2001 disputerade på avhandlingen Reading bones. Sedan Ebba Durings pensionering har han lett arbetet vid Osteoarkeologiska forskningslaboratoriet (OFL), han blev dess chef 2005 och han kallades 2007 en av de "unga ledarna" vid Stockholms Universitet. 2016 mottog han priset som årets lärare vid Stockholms universitet.